# 5613 (année hébraïque)
5613 (hébreu : ה'תרי"ג , abbr. : תרי"ג) est une année hébraïque qui a commencé à la veille au soir du 14 septembre 1852 et s'est finie le 2 octobre 1853. Cette année a compté 384 jours. Ce fut une année embolismique dans le cycle métonique, avec deux mois de Adar - Adar I et Adar II. Ce fut la sixième année depuis la dernière année de chemitta.

## Calendrier
Ce calendrier hébraïque de l'année 5613 donne les correspondances avec les dates du calendrier grégorien.
Le premier nombre dans chaque case correspond au jour du mois hébraïque. Les jours en couleurs sont des jours remarquables juifs .
| ◄◄ | 5613 | ►► |

## Naissances
- Albert A. Michelson
- Vincent van Gogh

## Décès
5608 - 5609 - 5610 - 5611 - 5612 - 5613 - 5614 - 5615 - 5616 - 5617 - 5618